# Bluewater Productions
Bluewater Productions, Inc. es una editorial estadounidense independiente de historietas. La editorial está localizada en Vancouver, Washington. Bluewater publica biografías, adaptaciones de películas y series con sus propios personajes, principalmente los de Darren G. Davis 10th Muse, VSS: Nemesis Rising y The Legend of Isis.

## Comienzos
10th Muse es una serie que comenzó su publicación en el año 2000 en Image Comics, posteriormente pasó a Alias Enterprises donde concluyó, diez años después de su aparición, en 2010, volvió a ser lanzada por Bluewater Productions.
The Legend of Isis fue lanzada por Image Comics en el 2002 como número único, posteriormente en 2005 apareció de la mano de Alias Entreprises y en 2007 comenzó su publicación en Bluewater.
En mayo de 2007, Bluewater pasó de ser un estudio donde se producían historietas a ser una editorial. Junto con el productor de cine Ray Harryhausen se publicaron una serie de historietas bajo el título Ray Harryhausen Presents (Ray Harry shausen presenta), ambientadas años después de películas como Simbad y la princesa, Furia de titanes, La bestia de otro planeta, Jasón y los argonautas, Surgió del fondo del mar, La tierra contra los platillos volantes y La isla misteriosa, llamados respectivamente Sinbad Rogue of Mars, Wrath of the Titans, 20 Million Miles More, Jason and the Argonuats the Kingdom of Hades, It came from beneath the sea... again, Flying Saucers Vs. The Earth y Back to Mysterious Island.
También fue lanzada otra serie conocida como Vincent Price Presents con portadas de Jim McDermott entre otros. En 2008 la compañía firmó un contrato con el actor William Shatner  para publicar William Shatner Presents.

## Biografías
En el año 2009 la compañía comenzó a publicar biografías a través de la serie Female Force (fuerza femenina), en la que se recogían biografías de mujeres incluyentes en la sociedad y en la cultura popular como Stephenie Meyer, Michelle Obama, Caroline Kennedy, Sonia Sotomayor, Oprah Winfrey, Barbara Walters, Sarah Palin, Hillary Clinton, Condoleezza Rice, Diana de Gales, Olivia Newton-John, J.K. Rowling, Ellen Degeneres, Margaret Thatcher, Meredith Vieira, Carla Bruni, Ruth Handler, Rosie O'Donnell, Betty White, Anne Rice y Angelina Jolie.
En 2010 se lanzó una serie bajo el nombre Fame (fama) basadas en personas populares como Lady Gaga, Howard Stern, el reparto de Glee, el reparto de Crepúsculo, Justin Bieber, Mark Zuckerberg, David Beckham, 50 Cent, Taylor Swift y Britney Spears.
También se lanzó una serie denominada Political Power con personajes como Barack Obama, Al Gore, Nelson Mandela, Bill Clinton, Arnold Schwarzenegger, Al Franken, Rush Limbaugh, Bill O'Reilly, Colin Powell y Joe Biden.

## Controversia
Bluewater ha sido criticada por antiguos empleados diciendo que la práctica habitual es contratar jóvenes con la intención de no pagarles por su trabajo. Según Rich Johnston “la compañía contrata a creadores que trabajan gratis, sin cobrar nada, que buscan una manera de dares a conocer, y que tiempo después descuben que han sido engañados, especialmente cuando su trabajo nunca se publica”. Darren Davies respondió a esto diciendo que muchas veces los autores firman contratos en los que se les va a pagar un quince por ciento de beneficios, aunque a veces no hay beneficios, emitió un comunicado en el que dijo “Bluewater no ha contratado, ni aprueba, ese tipo de actividades poco limpias e indecorosas y refuta todas y cada una de las alegaciones realizadas contra la compañía y contra su persona. Muchos de los conflictos vienen por un grupo de creadores que no quedaron contentos con sus contratos y erróneamente creen que se les debe una compensación.
Recientemente, la empresa "Bluewater" cambió su nombre a "StormFront Media" para evadir la mala publicidad producto de los reiterados escándalos.